# Crise du quart de siècle
 (décembre 2023).
Si vous disposez d'ouvrages ou d'articles de référence ou si vous connaissez des sites web de qualité traitant du thème abordé ici, merci de compléter l'article en donnant les références utiles à sa vérifiabilité et en les liant à la section « Notes et références ».
La crise du quart de siècle,,,, crise du quart de vie,,,,,,,,, crise des 25 ans,,,,,,, ou encore crise de la vingtaine,,,,, est un terme utilisé pour caractériser la période de la vie suivant immédiatement les changements importants de l'adolescence, habituellement entre 21 et 29 ans. Ce terme a été choisi par analogie avec la crise du milieu de vie ou crise de la quarantaine. Il est aujourd'hui reconnu par de nombreux thérapeutes et professionnels de la santé mentale.

## Historique
Alexandra Robbins et Abby Wilner furent les premiers à étudier et donner un nom à ce phénomène, avec leur livre intitulé Quarterlife Crisis, the Unique Challenges of Life in your Twenties (La crise du quart de vie, les épreuves exceptionnelles de votre vingtaine). Ce phénomène est aussi identifié au Japon et porte le nom de freeter.

## Aspect émotionnels
Quelques caractéristiques de la crise de quart de vie peuvent être classifiées comme suit :
- Le sentiment de ne pas être « suffisamment bon » parce que la personne ne trouve pas un emploi à son niveau d'exigence académique ou professionnel
- Frustration, déception par rapport aux relations, au monde du travail
- Insécurité par rapport à son futur proche
- Stress lié à l'économie
- Réévaluation de ses relations avec des proches
- Ennui dans les interactions sociales
- Incertitude par rapport à ses propres accomplissements
- Désir d'avoir des enfants (ou de posséder un animal)
- Absence de personnalité
- Solitude
- Tendance à rester fermement sur ses opinions
- Nostalgie de sa vie à l'université, au lycée ou au collège
- L'impression que tout le monde, d'une certaine manière, réussit mieux que soi-même.
- Perte d'appétit
- Questionnement sur son avenir

À l'entrée dans l'âge adulte, certains individus ressentent un sentiment de stagnation professionnelle, et d'insécurité extrême. Ces individus ont souvent le sentiment que le monde est plus dur, plus compétitif et moins compatissant qu'ils ne l'auraient imaginé. Par ailleurs, les qualifications obtenues à force de travail et de sacrifices parfois leur paraissent insuffisantes pour faire face à cette situation, ou ne leur permettent pas d'avoir le niveau de vie qu'ils escomptaient. La situation précaire dans laquelle un jeune diplômé se retrouve, vivant par exemple en colocation, les premiers métiers avec peu de responsabilités et souvent répétitifs, provoquent des sentiments aigus de frustration, d'anxiété, voire de colère.
Faisant suite aux émotions intenses de l'adolescence et de la période universitaire, beaucoup de personnes souffrant de la crise du quart de vie traversent une période d'apathie. Les relations sociales, souvent intenses durant le lycée et l'université, où la plupart des gens ont à peu près le même âge et peu de responsabilités, deviennent plus subtiles et privées à l'âge adulte, et apparaissent dès lors moins intenses.
La difficulté de s'adapter à un environnement de travail est aussi un facteur important contribuant à la crise du quart de vie. Durant les études, les attentes des enseignants sont clairement données aux étudiants, qui ont également des retours sur leurs performances. Les étudiants se rendent compte de leurs progrès en passant dans les classes supérieures. Ce schéma est très différent du milieu du travail, dans lequel on peut être totalement ignorant du jugement des supérieurs sur son propre travail, et sur les antagonismes entre collègues. De plus, les progrès ne sont pas systématiques. Les relations au sein d'un groupe de travail requièrent de plus certaines qualités qui n'étaient pas requises pour réussir dans les études. Les nouveaux adultes se retrouvent donc dans une situation où les règles, non dites, diffèrent de leur environnement habituel, ce qui provoque un sentiment d'angoisse et d'inadaptation.
L'éco-anxiété est aussi pointée comme un élément important de ce mal-être, les jeunes concernés se sentant héritiers d'un monde qui présente peu d'opportunités positives pour l'avenir.